# Métamec
Albums de Léo Ferré
Alors, Léo...
(1993) Le Temps des roses rouges
(2000)
Métamec est le premier album posthume de Léo Ferré à proposer du contenu intégralement inédit. Il paraît en 2000 chez La Mémoire et la Mer, label créé par Ferré peu avant sa mort et géré depuis par son fils. 
Cet album est une compilation de maquettes enregistrées chez lui par Ferré à différents moments de sa vie, des années 1970 aux années 1980. Certains de ces titres devaient figurer dans le projet de double-album sur lequel il travaillait avant de mourir.

## Titres
Textes et musiques sont de Léo Ferré. 
| No | Titre                                 | Durée |
| -- | ------------------------------------- | ----- |
| 1. | Le Vieux Marin                        | 3:49  |
| 2. | La Méthode (fragments)                | 6:50  |
| 3. | Michel                                | 2:21  |
| 4. | Métamec                               | 18:04 |
| 5. | Zaza                                  | 9:28  |
| 6. | Du coco                               | 3:49  |
| 7. | Death... Death... Death... (fragment) | 14:53 |
| 8. | Si tu veux tu es neuve (fragment)     | 2:44  |
| 9. | Opus X                                | 1:58  |

## Musiciens
- Léo Ferré : chant, piano & claviers
- Orchestre symphonique de Milan (piste 4)

## Production
- Réalisation artistique : Mathieu Ferré & Alain Raemackers
- Mastering : Charles Eddi
- Crédits visuels : André Villers